# Homoranthus bornhardtiensis
Homoranthus bornhardtiensis är en myrtenväxtart som beskrevs av J.T.Hunter. Homoranthus bornhardtiensis ingår i släktet Homoranthus och familjen myrtenväxter.
Artens utbredningsområde är New South Wales. Inga underarter finns listade i Catalogue of Life.